# 馬遵
馬 遵（ば じゅん、生没年不詳）は、中国三国時代の政治家。魏に仕えた。
『三国志』蜀書「姜維伝」が引く『魏略』にのみ記されている。姜維伝本文においては、名は明らかにされていない。
太和2年（228年）、蜀の諸葛亮が北伐を開始し祁山に出兵すると、多くの諸県が蜀に呼応した（『魏書』「明帝紀」）。このとき天水太守だった馬遵は偶然巡察の途中だったが、住民が蜀に呼応することを恐れて郡の役所がある冀県に戻らず、上邽に逃亡した。この時随行していた属官の梁緒（功曹）・尹賞（主簿）・梁虔（主記）・姜維（中郎）らを置き去りにし、姜維らが追いかけてきても城門を閉ざし受け入れなかった。そのため姜維らは冀県に出向いたが、ここでも拒絶された。進退に窮した姜維らは止むなく蜀に降伏した。
「姜維伝」が引く『魏略』によると、馬遵の巡察は郭淮に従って移動していただけであり、諸葛亮の侵攻を聞いた郭淮が上邽への退避を決めたため、馬遵も冀県が西方に偏り過ぎていることを考え、それに従ったというものである。姜維が馬遵に冀県へ戻ることを勧めたが、馬遵は姜維らにむかって「私は諸君らが信用できない、みな逆賊だ」と罵った。このため、止むなく姜維らがそれぞれ勝手な行動をするようになり、姜維は郡吏とともに冀県に帰還して、住民たちの勧めで諸葛亮に降ったという。
『魏書』「張既伝」が引く『魏略』によると、太和年間の北伐の際、天水太守と南安太守は郡を棄てて東に奔ったが、かつて張既に採り立てられた隴西太守の游楚だけは任地に留まり、蜀軍を防ぎきった。游楚が列侯に封じられる一方で、逃亡した天水太守と南安太守は重い刑罰に処せられたという。
小説『三国志演義』では、諸葛亮が攻めてきた時に配下の姜維の策で撃退する。しかし、諸葛亮の策にかかって姜維を疑い、姜維が蜀に降伏するきっかけを作っている。その後、蜀軍に攻められ夏侯楙と共に羌族の部落へ逃亡してしまう。